# Grupo de familias musoides
"Musoide", "Bananoide" redirigen aquí. Quizás esté buscando: Banana
En taxonomía de plantas monocotiledóneas, se denomina banana-families o Banana group (grupo de familias musoides, o bananoides) a un asemblaje parafilético basal del orden Zingiberales que consta de 4 familias: Musaceae (la familia de las bananas, la que le da el nombre al grupo), Strelitziaceae, Lowiaceae, y Heliconiaceae. Estas familias constituyen un grupo morfológico, se diferencian del clado llamado de las ginger-families (grupo de familias zingiberoides) por sus 5 estambres fértiles (en dos géneros 6), y en general, estas familias tienen hojas enormes "de tipo banano", que se desgarran fácilmente entre las venas secundarias.
Este grupo es más homogéneo morfológicamente que el clado zingiberoide, de las ginger-families. En el pasado muchas veces estas familias fueron combinadas en una única familia Musaceae.

Grupo de familias musoides
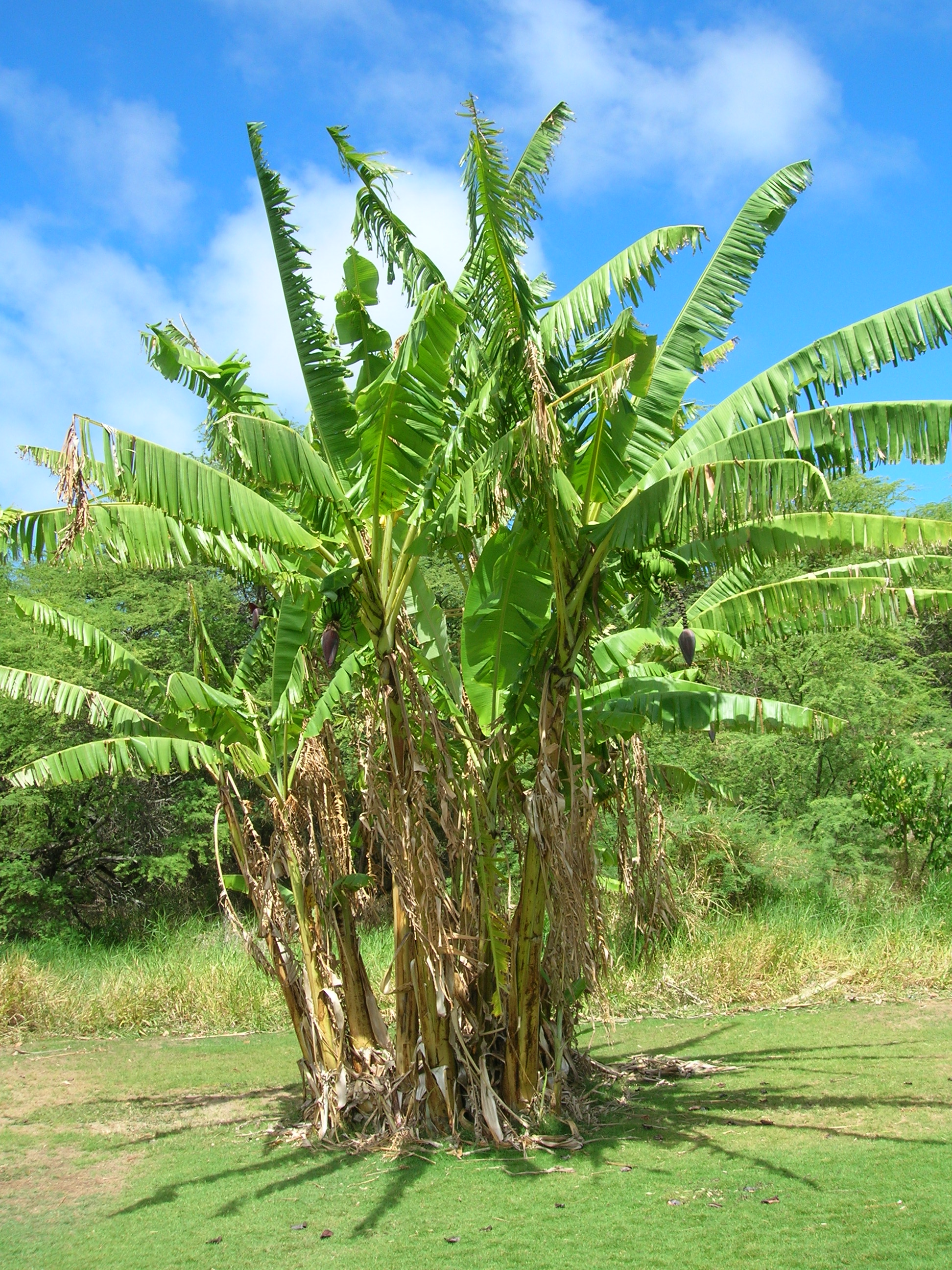
Bananos (Musaceae)
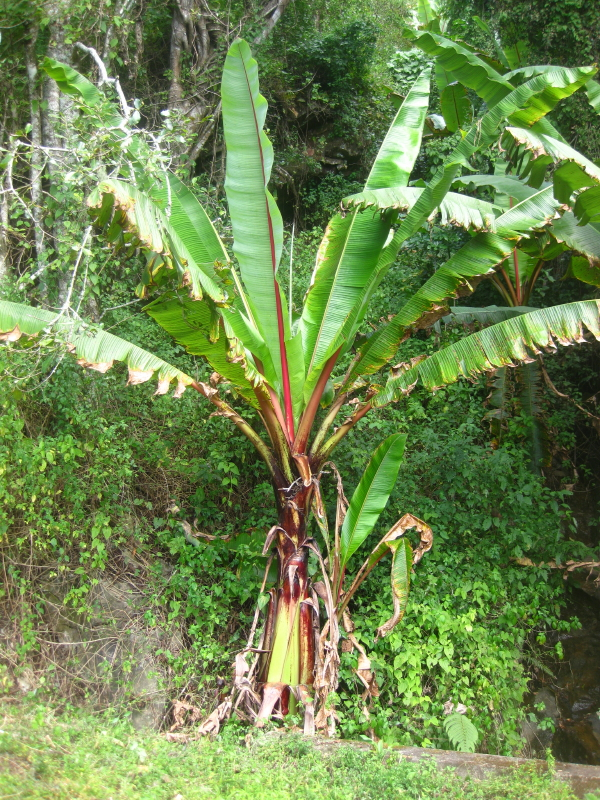
Ensete (Musaceae)
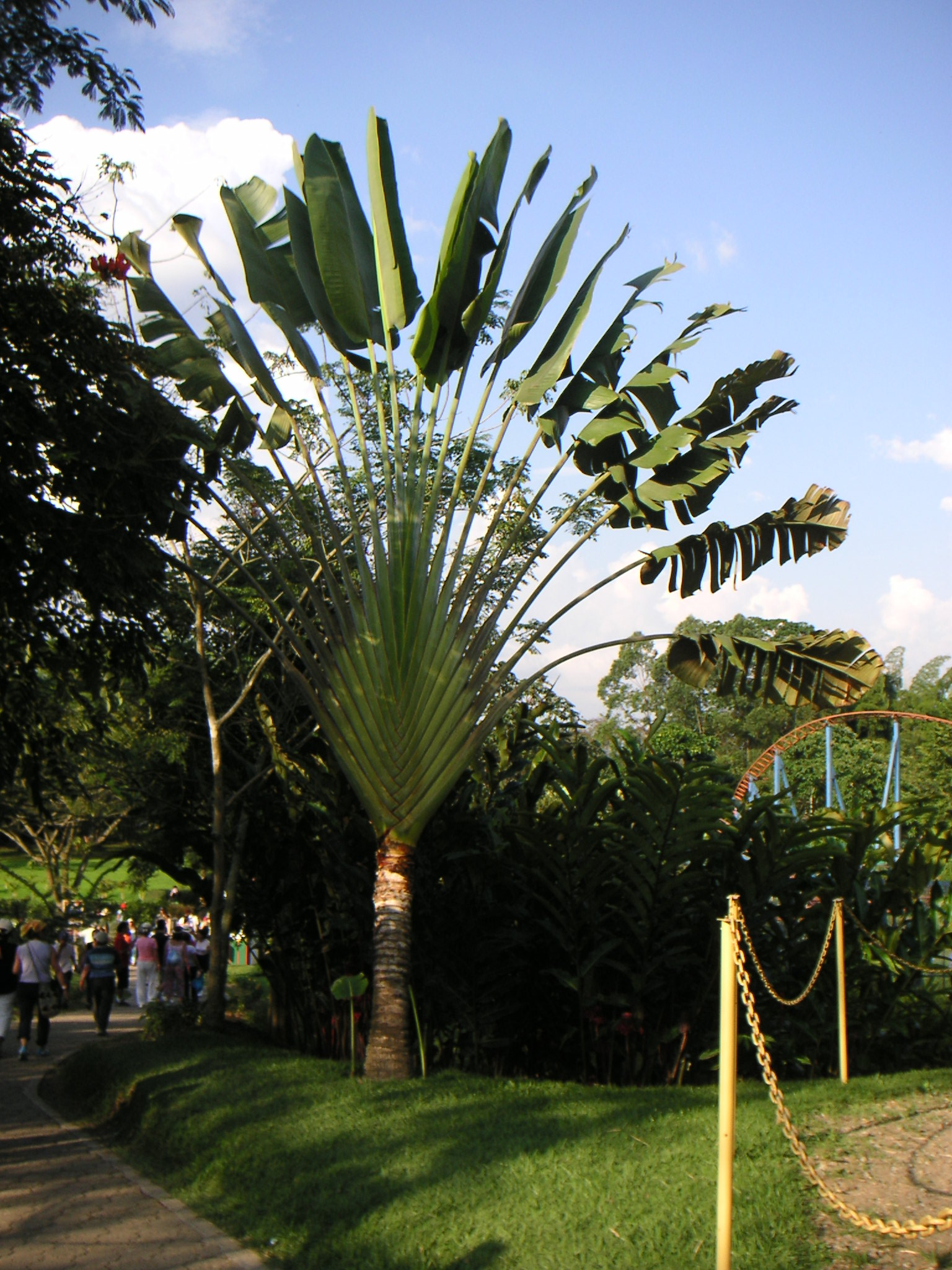
Árbol del viajero (Strelitziaceae)
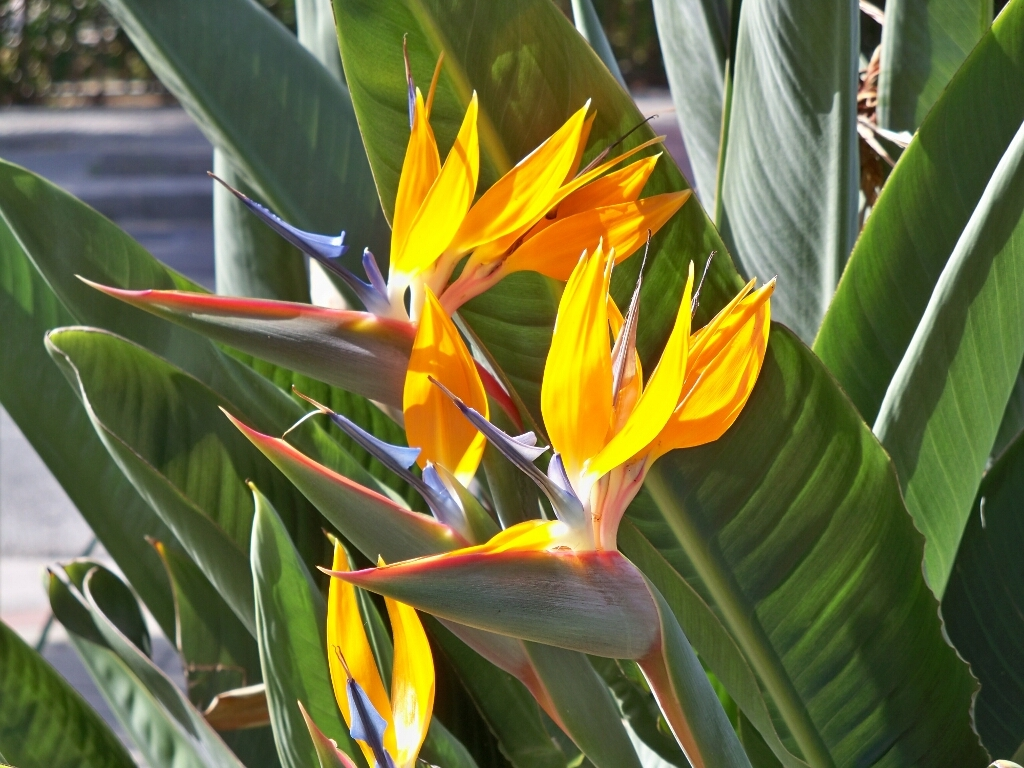
Ave del paraíso (Strelitziaceae)
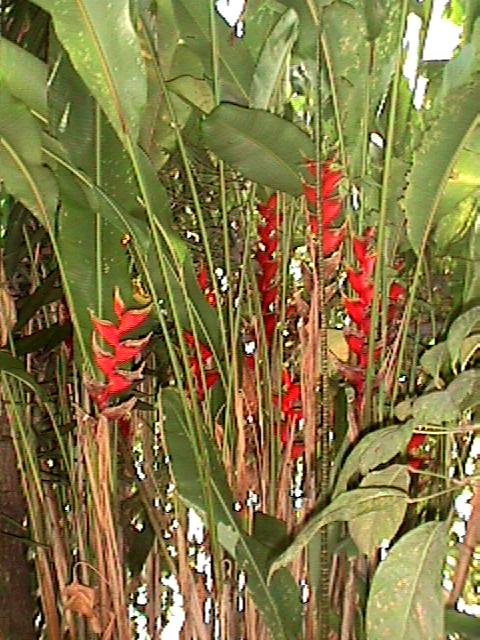
Heliconia (Heliconiaceae)
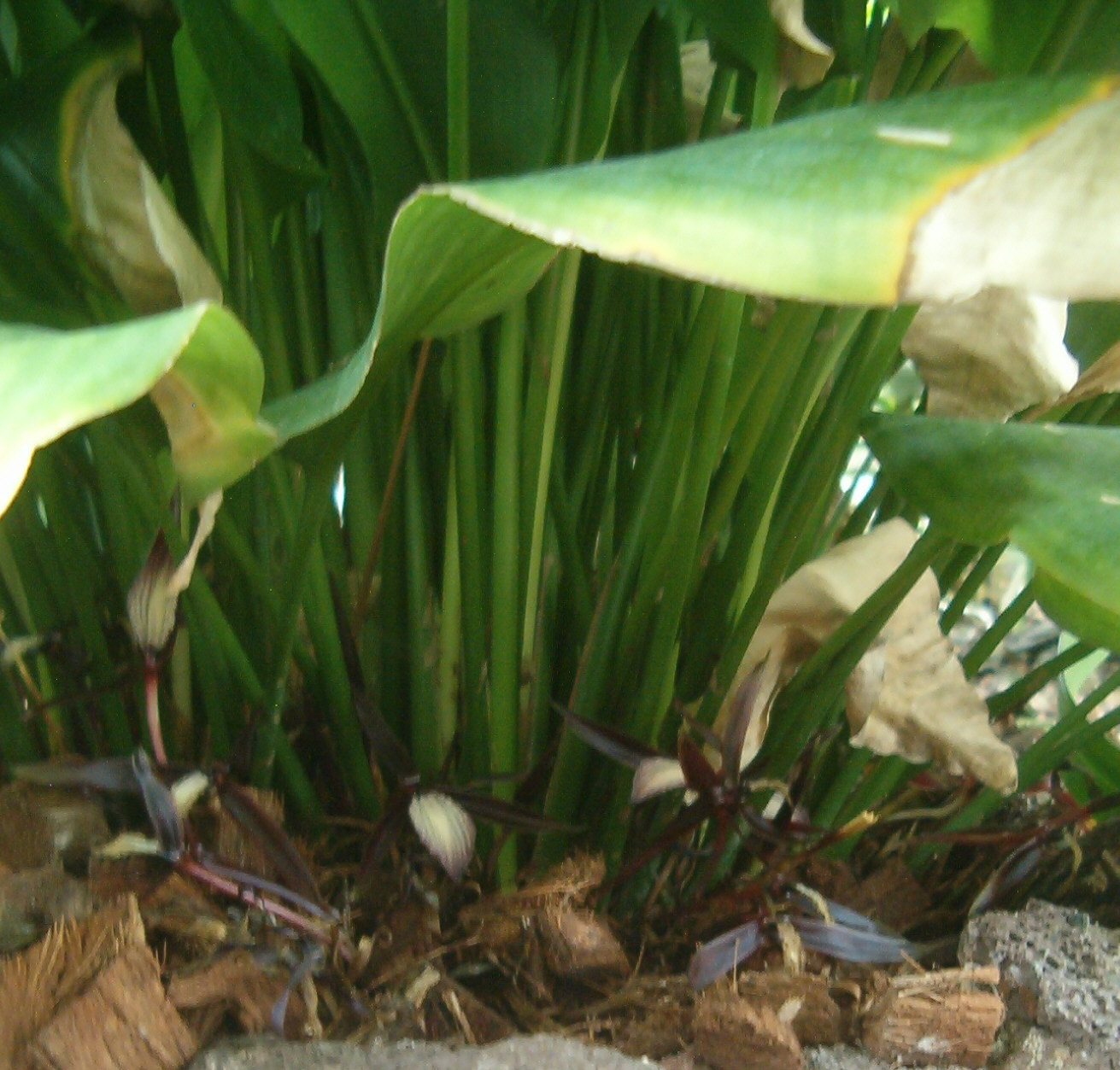
Orchidantha (Lowiaceae)